# 4자 금기
4자 금기(四字禁忌)는 동아시아의 한자 문화권 국가에 있는 것으로, 4의 발음이 한자 ‘죽을 사(死)’와 비슷하거나 똑같기 때문에 불길하다고 하는 것이다. 4와 死의 발음은 한국어에는 모두 '사', 일본어에는 모두 '시'(し)이고, 중국어 병음으로는 각각 4가 sì, 死가 sǐ로 성조를 제외하면 동일하다. 이는 일종의 해음 현상에 속한다.
엘리베이터에서는 종종 4층 대신 영어"Four"(4)의 첫글자를 따서 F층이라고 써있는 엘리베이터도 있다.

## 개요
| 언어 이름   | 발음 | 발음 |
| 언어 이름   | 四   | 死   |
| ----------- | ---- | ---- |
| 한국어      | sa   | sa   |
| 표준 중국어 | sì   | sǐ   |
| 하카어      | si3  | si4  |
| 광둥어      | sei3 | sei2 |
| 베트남어    | tứ   | tử   |
| 일본어      | shi  | shi  |

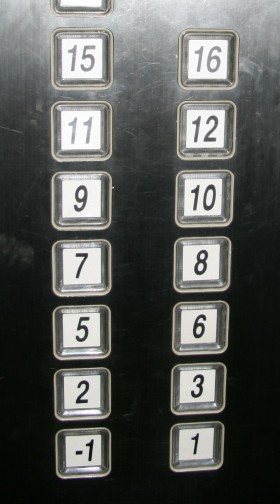
중국 상하이에 있는 어느 엘리베이터. 4층, 13층(13에 대한 미신도 있다.), 14층(따로 중국에서는 불길하다고 하며, 본토에서 '죽고싶다'라는 뜻이라고 한다.) 버튼이 없다.

이들 나라에서는 빌딩이나 병원, 아파트 등에서 종종 3동, 3층, 3호 다음에 4동, 4층, 4호 없이 바로 5동, 5층, 5호가 나오고(예 : 1, 2, 3, 5, 6, … 13, 15, 16, …), 대한민국의 경우 4층을 F층으로 표기하기도 하며(예 : 1, 2, 3, F, 5, …), 행사 기간에 4가 나타나지 않게 하려고 노력을 기울인다. 예외적으로 학교에서는 4학년이나 4반이 반드시 들어간다.
이와 비슷한 현상에는 서양에서 13을 불길하게 여기는, 13 공포증이 있다. 그 경우에는 13을 T 또는 M으로 표기하거나 12A, 12B로 쓴다. 인도네시아 Pakubuwono View 아파트에서는 4, 13, 14, 24, 34층이 없다.

## 예시

### 대한민국
- 2005년 5월 확정된 아리랑 위성의 발사 계획에 따르면 아리랑 위성 발사 시기는 1호(1999년) - 2호(2006년) - 3호(2008년) - 5호(2009년) 순으로 4호가 빠져 있다.  아리랑 1호의 수명이 예상보다 길어지고 2호의 발사시기가 늦어져 4호의 필요성이 없어져 4호를 발사하지 않은 것이나, 일설에 의하면 4자가 '죽을 사(死)'를 연상시키기 때문에 4호를 건너뛰었다는 주장도 있다. 공교롭게도 KT의 통신 위성 무궁화 위성도 4호를 건너뛰고 5호를 발사했다.[1]

- 대한민국의 군사에서는, 육군의 제14연대는 주로 공산주의 장병들로 편성된 연대로, 여수·순천 사건을 일으켜 민간인을 학살하였다. 사건이 진압된 직후, 처벌로 제14연대는 강제해체되고 제4연대의 서수는 20번으로 바꾸었으며, 숫자 4가 들어가는 모든 숫자는 영구결번으로 지정되었다. 이 조치는 지금에 이르러서도 유효하여, 해군 장보고급 잠수함 4번째 잠수함인 SS-065 박위의 제식 명칭은 SS-64가 아닌 SS-65이다. 대한민국 공군 또한 숫자 4가 들어가는 비행단급 부대는 없다.

- 한국철도공사 소속의 4400호대 디젤 기관차 중에서 4444호는 처음부터 제작되지 않았으며, 4444호를 제외하고 4401 ~ 4460호까지 총 59대가 보급되었다.

- 소양강댐 하류에 있는 소양강의 다리(강원특별자치도 춘천시의 시내와 근교에 있는 다리)를 개통순으로 보면 소양1교, 소양2교, 소양3교, 소양5교, 소양6교 순으로 되어 있으며, 소양4교는 없다.

- 동대구역의 승강장은 4번 승강장이 없다.

- 인천국제공항의 탑승구에는 4번이나 44번 탑승구가 없다. 이 외에도 13번, 244번 탑승구도 없다.

- 63빌딩에는 4층이 있지만 43층 위는 44층이 아닌 45층이다.

- 여의도에 있는 아파트 중에서 1동으로 시작되는 4개동 이상의 아파트 단지에는 시범아파트 외에는 4동이 없다.

- 세종특별자치시에서 주민등록을 한 여성의 경우 주민등록번호의 뒤 일곱 자리 중 일부가 4444(모든 곳에 4가 있고, 4자리수)가 나오는 경우가 있어 주민등록번호를 변경한 사례가 있고, 이에 따라 더 이상 4444와 같은 조합이 나오지 않도록 주민등록번호 생성 규칙을 조정하였다.[2]

- 대한민국의 우편번호로 사용되는 국가기초구역번호에서, 다섯 자리 중 네 자리 이상이 연속으로 4가 나오는 번호(14444, 44440 등)는 결번이다.[3]

- 숫자 4는 한국에서도 다양한 창작물이나 경험담에서도 공포와 괴담의 소재로 사용되곤 한다. 이는 현대에도 지속되고 있다. 예를 들면, 2009년 네이버 지식iN의 질문 중 "시계를 볼 때 마다 4시 44분을 본다" 라는 내용의 질문이 올라왔으며, 이에 대해 답변으로 "그저 우연일 뿐이다" 라고 대답했지만 질문자의 답변 채택률도 '44.44%'를 기록하는 등 4와 관련된 일이 연달아 일어났고, 그 뒤로 해당 질문자의 행방을 알 수 없어 한국에서 화제가 되었다.[4]

- 이호성이 사망한 이후, 그의 살인 행각으로 인해 디시인사이드 등의 인터넷 공간에서는 이호성을 이용한 드립이 유행했다. 주로 '나랑께 빨리 문 좀 열어보랑께'[5], 한자 죽을 사(死)를 이용한 드립, 빠따 드립이 판을 쳤다. 그래서 이호성과 관련된 말을 할 때 숫자 4를 일부러 한자 死로 치환해서 작성하기도 했다.

### 조선민주주의인민공화국
조선민주주의인민공화국의 여단에는 “제 4여단”이 없다.

### 일본

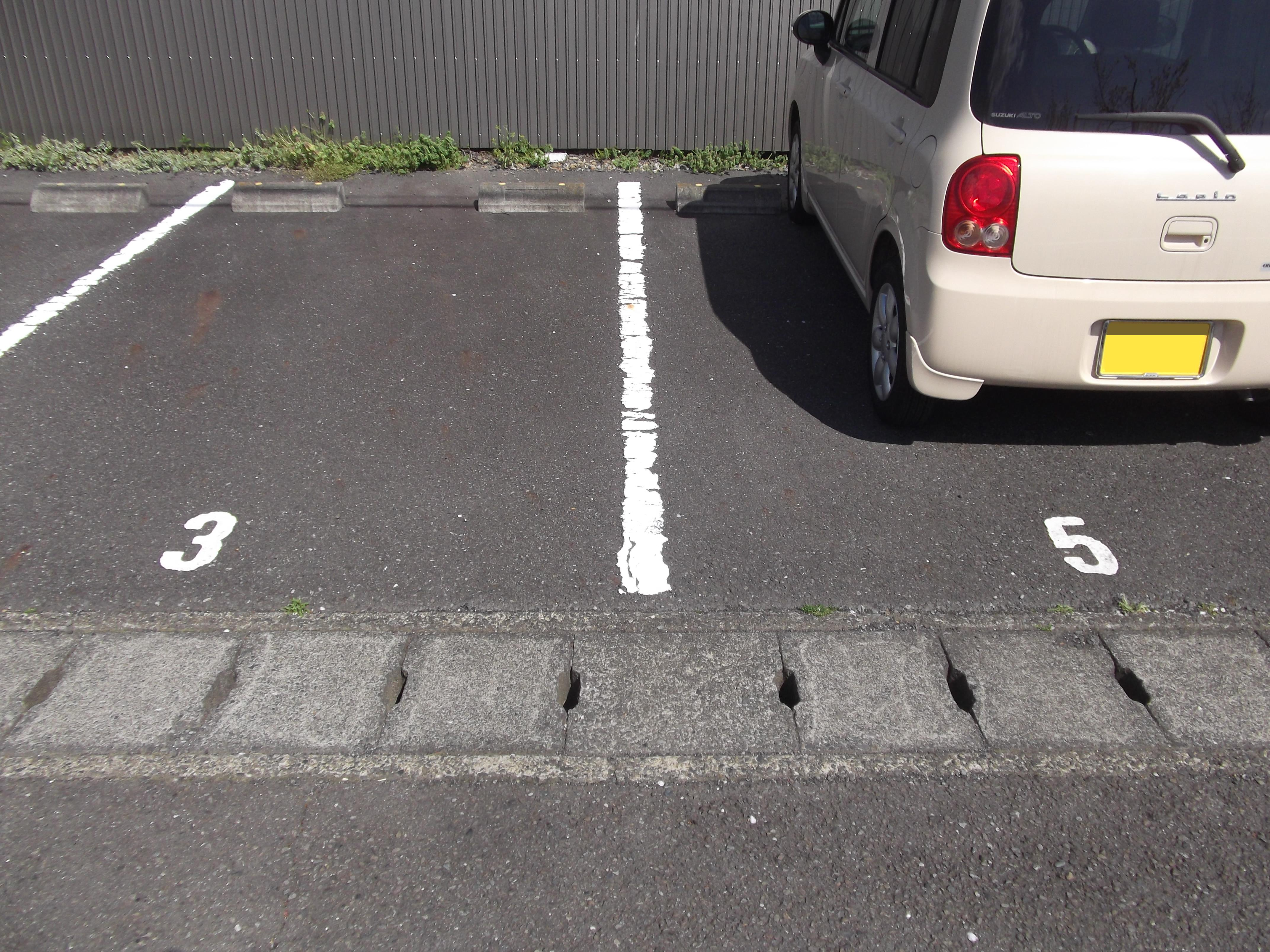
일본 시즈오카현의 한 주차장. 4번 주차라인이 없고 5번 주차라인으로 대체되어 있다.

현재 일본의 병원이나 아파트에서 객실 번호 등 4가 붙는 방이 없는 경우가 종종 있으나(예 : 203호 다음 205호가 오는 경우), 한국과 달리 4층을 문제삼는 일은 적다. 따라서, 3층 위에 5층이 오는 경우는 거의 없다. 반면에 일본의 차량 번호판의 일련번호는 두 자리가 42, 49인 것은 별도로 신청하지 않으면 지정되지 않는데, 이는 각각 “죽음에”를 뜻하는 시니(死に), “죽을 만큼의 고통”을 뜻하는 시쿠(死苦)와 발음이 같기 때문이다.
일본의 철도 차량의 번호 부여도 4000계는 피하는 경향이 있다. 다카마쓰코토히라 전기 철도는 한때 시도 선과 나가오 선의 차량은 2자리 형식이었지만, 30형(2대째)에서는 번호가 39에 도달한 후 40번대를 기피해 29, 28, 27로 번호를 매기고, 30형(3대째)는 두 대가 한 쌍이었기 때문에 37+38 다음은 29+30, 27+28과 같이 번호를 매겼다.
또한, 우동 등에서도 4방울을 피하는 경향이 있으며, 4와 죽음의 연상은 비주얼 계 록밴드와 공포 소설 작품에서 불길의 연출 등을 위해 적극적으로 사용된다. 예를 들어 반도 마사코의 소설 《시코쿠(死国)》가 있다. 다만, 한국과 마찬가지로 서양 문화의 영향을 받아 네잎 클로버는 운이 좋다고 여긴다.
그 외에 일본 병원의 층수와 방번호는 4 외에 고통(苦)으로 여겨지는 9도 금기시되는데, 이는 〈九〉와 〈苦〉의 발음이 같은 것이 일본어뿐이므로 일본만의 풍습이다.

### 중화인민공화국
중국어의 경우, 방언에 의해 꼭 〈四〉와 〈死〉가 동음이의가 된다고 할 수는 없다. 따라서 4가 항상 불길한 것으로 여겨지지는 않으며, 풍수의 사신과 같이 신성시되는 경우도 적지 않다.

#### 홍콩
홍콩에서는 39 콘두잇 로드라는 아파트 단지 내에는 4, 14, 24, 34층 뿐만 아니라 40층대도 존재하지 않으며, 39층 다음 층은 61, 63, 66, 68, 88층 등으로 구성되어 있다. 이유는 홍콩에서 제일 비싼 아파트 단지로 인식되기 때문에 4자 금기를 특이하게 지킬 수 있는 묘책이 있다.

## 갤러리

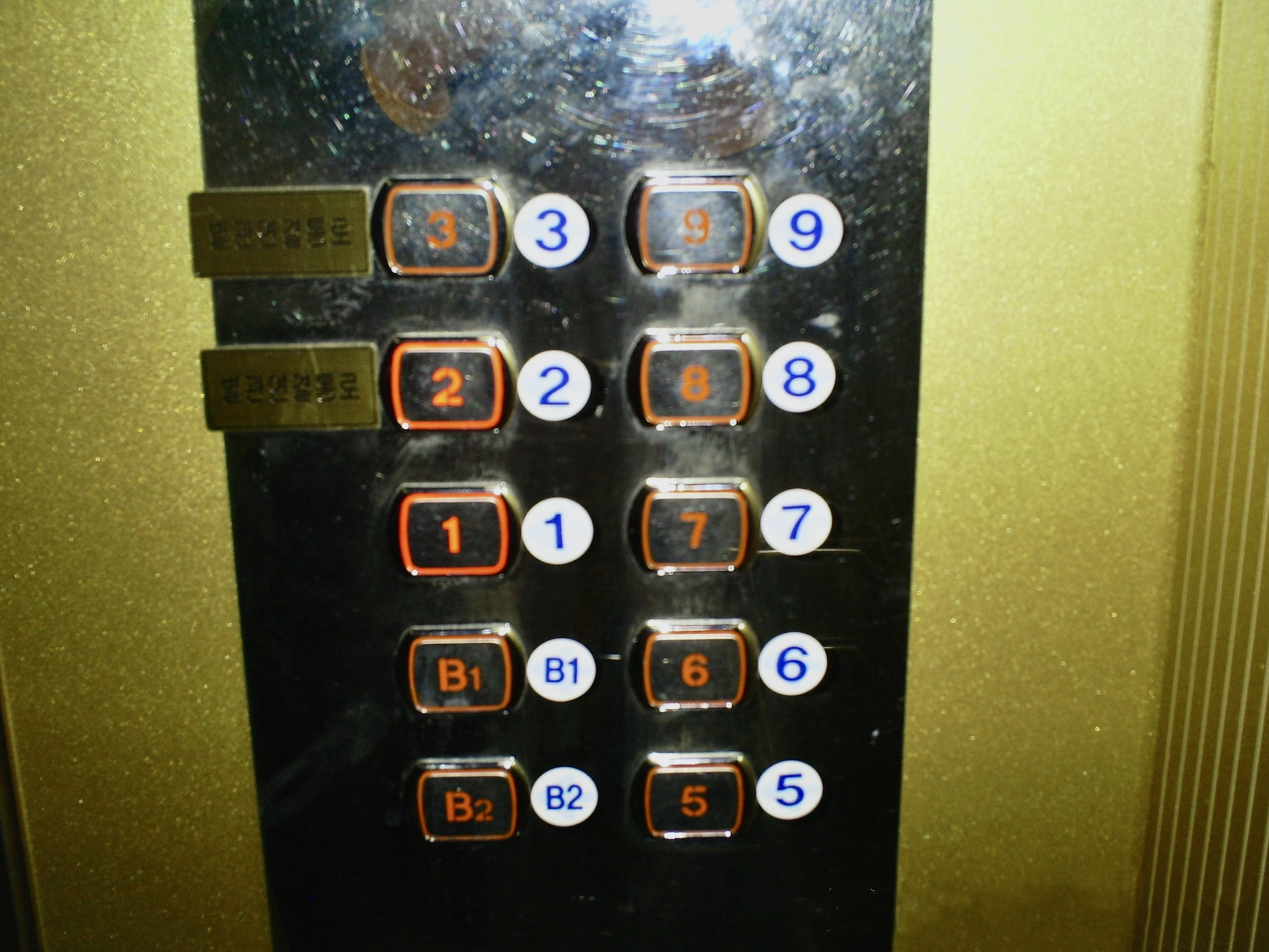
울산광역시 신정동의 한 병원에 있는 엘리베이터. 4층 버튼이 없다.
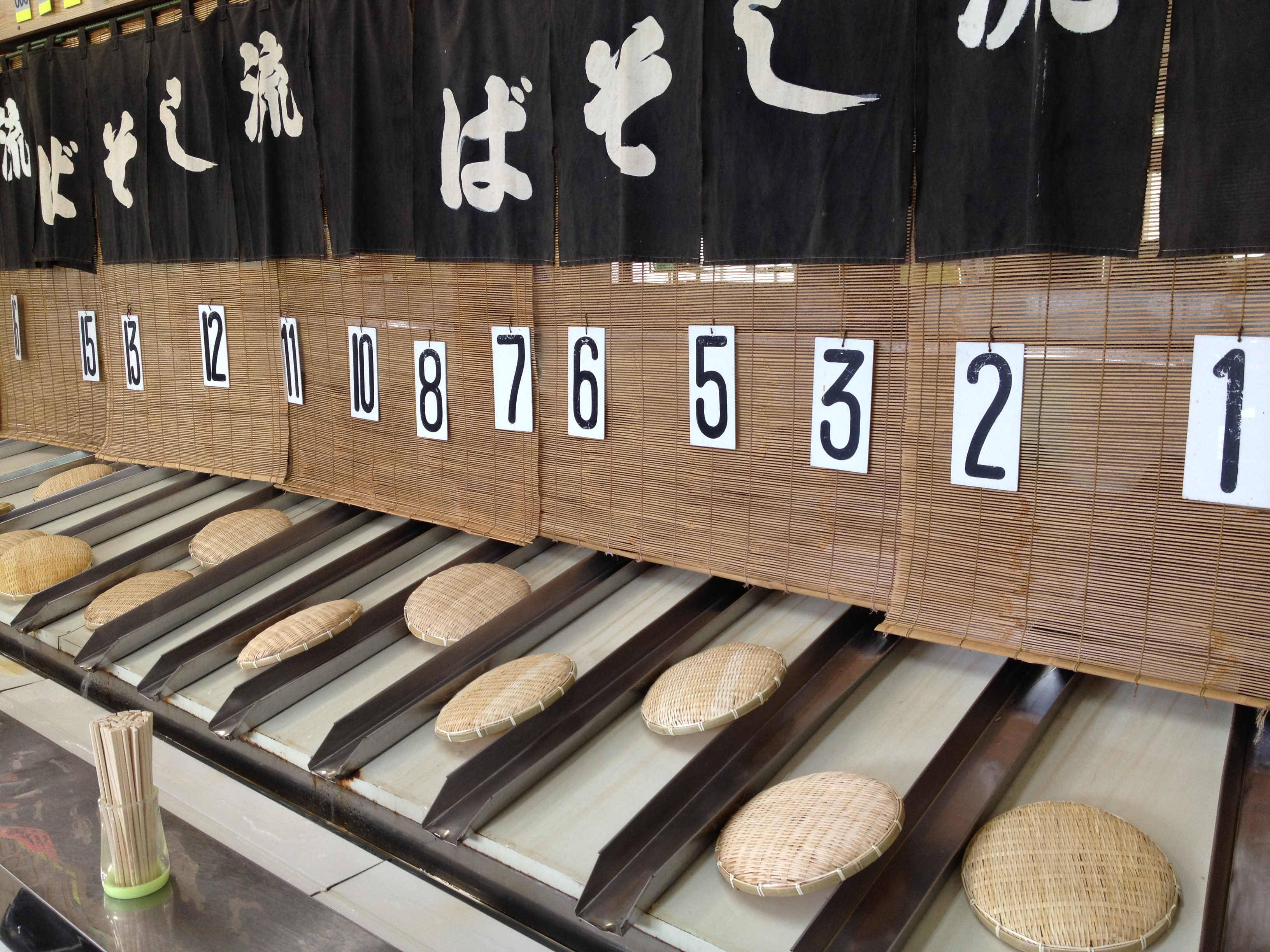
일본 야마가타의 나가시소바 시장. 4번, 9번, 14번 라인이 없다.

## 같이 보기
- 미신
- 13 공포증
- 영구 결번
- 3의 저주
- 39의 저주
- 고로아와세